# Tigillum Sororium
Das Tigillum Sororium („Schwesterbalken“) war eines der ältesten Monumente im antiken Rom und erinnerte an den alten Sagenkomplex um den Kampf der horatischen gegen die curiatischen Drillinge, der in der römischen Frühzeit während der Regierung des Tullus Hostilius stattgefunden haben soll. Die Lage des nicht erhaltenen Monuments lässt sich anhand der literarischen Überlieferung annähernd bestimmen.

## Sage
Durch den Kampf der Drillingspaare sollte 666 v. Chr. der beständige Krieg zwischen Römern und Sabinern entschieden werden, stellvertretend für die Römer traten die Horatier an, für die Sabiner die Curiatier. Durch eine List gelang es dem einzig überlebenden Horatier die bereits verletzten Curiatier nach einander zu töten, den Krieg somit zugunsten Roms zu entscheiden. Horatia, eine Schwester des Horatiers, war jedoch mit einem der Curiatier verlobt und trauerte bei der Rückkehr ihres Bruders über den Verlust ihres Verlobten. Daraufhin tötete der heimgekehrte Horatier seine Schwester mit dem Schwert.
In der Folge kam es wegen des Schwestermordes zur Anklage vor dem König, zur Verurteilung, zu Einspruch (provocatio ad populum), Prüfung und Freispruch durch die Volksversammlung. Doch musste ein Sühneritus vollzogen werden, der vorsah, dass der Horatier mit verhülltem Haupt unter einem Joch durchging, und zwar laut Dionysios von Halikarnassos so, wie man es mit Kriegsgefangenen machte, bevor man sie wieder in die Heimat entließ.

## Gestalt
Der als Joch dienende Balken wurde tigillum sororium genannt und noch zur Zeit des Livius um die Zeitenwende auf öffentliche Kosten beständig restauriert und erhalten. Dies deckt sich auch mit der Beschreibung des römischen Lexikographen Sextus Pompeius Festus, der das Tigillum Sororium als zwei Balken, die von einem dritten überspannt werden, beschreibt (duo tigilla tertio superiecto). Nach Dionysios von Halikarnassos war diese Konstruktion in die Wände einer Straße eingelassen. Räumlich und inhaltlich verbunden war das Tigillum Sororium mit Altären für Iuno Soraria und Ianus Curiatius, die vor der Durchführung des Sühnerituals errichtet worden sein sollen, um auf ihnen feierlich zu opfern.

## Lage
Dionysios von Halikarnassos nennt als Aufstellungsort die Mündung eines Weges von den Carinae hinab in den vicus Cyprius. Die Arvalakten geben in augusteischer Zeit als Ortsangabe das Compitum Acili an (Tigillo Soror(io) ad compitum Acili). Noch im 4. Jahrhundert wird es in Notitia und Curiosum des Regionenkatalogs der Stadt Rom als zur Regio IV templum Pacis gehörig aufgezählt. Demnach befand es sich zu dieser Zeit zwischen Tempel der Tellus und colossus, das heißt der Statue des Nero, nach der das amphitheatrum Flavium seinen umgangssprachlichen Namen Kolosseum trägt. Die Notitia führen zwischen Tempel der Tellus und Tigillum Sororium noch die horrea chartaria, Lagerräume für Papier, an.
Ob das Monument bei den Ausgrabungen des Jahres 1932, als man für den Bau der Via dell’Impero, heute Via dei Fori Imperiali, das benötigte Areal zwischen Kaiserforen und Kolosseum archäologisch untersuchte, entdeckt wurde, bleibt ungewiss. Im Rahmen seiner Untersuchungen zum Tempel der Tellus hat zuletzt Angelo Amoroso zwei Fundamentstreifen, die zuseiten eines Weges in diesem Areal verzeichnet sind, als zum Tigillum Sororium gehörend gedeutet.